# Eino Laurila
Eino Herman Laurila (till 1906 Laurén), född 23 september 1905 i Helsingfors, död där 14 april 2002, var en finländsk ämbetsman.
Laurila, som var son till förrådsmästare Herman Valerian Laurén (Laurila) och Amalia Blondine Böök, blev student 1925, filosofie kandidat 1928 och filosofie magister 1929. Han var bibliotekarie vid Statistiska centralbyrån 1929–1948, överaktuarie 1948–1954, avdelningschef 1954–1962 och överdirektör 1963–1972. 
Laurila var tillförordnad avdelningschef för finansministeriets folkhushållningsavdelning 1957–1961, assistent vid Helsingfors universitets statistiska institution 1947–1949, ordförande i finanskommittén 1957–1961, viceordförande i ekonomiska programkommittén och finansplankommittén, ordförande i kommittén för undersökning av statens understöd i lönenivåkommittén år 1961, i kommittén för utredning av den ekonomiska tillväxten från 1960 och i inkomstutredningskommittén 1965. Han blev politices hedersdoktor 1961.

## Utmärkelser
- Kommendörstecknet av Finlands Vita Ros’ orden[1]
- Frihetsmedaljens 1. klass[1]
- Riddartecknet av I klass av Finlands Lejons orden[1]
- Frihetsmedaljens 2. klass[1]

[Redigera Wikidata]